# Hypopyra rufescens
Hypopyra rufescens is een vlinder uit de familie spinneruilen (Erebidae). De wetenschappelijke naam is voor het eerst geldig gepubliceerd in 1896 door Kirby.
De soort komt voor in tropisch Afrika.